# Ferenczi József (kanonok)
Ferenczi József (Nagykászon, Csík vármegye, 1806. szeptember 6. – Gyulafehérvár, 1870. január 30.) kanonok.

## Életútja
1829. szeptember 20-án szentelték pappá, ezt követően a bécsi Augustineumban folytatta tanulmányait. 1831-ben Gyulafehérváron a szeminárium tanulmányi felügyelője volt, majd 1832-től Marosvásárhelyen tanított. 1840-től Nagykászon plébánosa, 1850-től helyettes esperes és iskolai felügyelő. 1852-től Csíkszentgyörgy plébánosa, alcsík-kászoni főesperes, 1854-től Székelyudvarhely plébánosa és főesperes. 1859 és 1868 között Gyulafehérváron a szeminárium rektora, kanonok, 1868-tól a papi nyugdíjalap kezelője.

## Forrás
- Magyar katolikus lexikon